# تین‌ترد
تین‌ترد (به انگلیسی: ThinThread) نام پروژه آژانس امنیت ملی ایالات متحده آمریکا است که بر پایه نوشتار شیوون گورمن در بالتیمور سان در ۱۷ مه ۲۰۰۶ از دهه ۱۹۹۰ (میلادی) دنبال می‌شد. کار این برنامه، شنود و واکاوی چشمگیر داده بدست آمده بود. اما بر پایه این نوشتار، این برنامه، به خاطر تغییر در اولویت‌ها و دلگرمی مقامات اطلاعاتی آمریکا سه هفته پیش از حملات ۱۱ سپتامبر از کار افتاد.
"تغییر در اولویت‌ها" به معنی تصمیم ژنرال مایکل هیدن برای آغاز پروژه تریلبلیزر بود. با وجود این حقیقت که تین‌ترد پیش‌نمونه‌ای بود که ادعا می‌شد در آن از حق حریم شخصی شهروندان آمریکایی محافظت می‌شود از کارافتاد و پروژه تریلبلیزر آغاز شد که در آن خبری از حفاظت از حق حریم شخصی شهروندان آمریکایی نبود. کنسرسیومی از چند شرکت به رهبری شرکت بین‌المللی کاربردهای علمی، برنده یک قرارداد ۲۸۰ میلیون دلاری برای توسعه تریلبلیزر در سال ۲۰۰۲ (میلادی) شد.

## افشاگری
گروهی از کارمندان پیشین آژانس امنیت ملی به نام‌های جی. کرک ویب، ویلیام بینی، اد لومیس، و توماس دریک به همراه کارمند اداری کمیته منتخب دائمی مجلس نمایندگان ایالات متحده آمریکا دایان روآرک (که کارشناس بودجه آژانس امنیت ملی بود) معتقد بودند که نمونه نخستین سامانه عملیاتی به نام تین‌ترد راه حل بهتری از تریلبلیزر بود که در آن هنگام در اندازه ایده‌ای روی کاغذ بود. در سال ۲۰۰۲ آنها به دفتر بازرس ارشد وزارت دفاع ایالات متحده آمریکا درباره سوء مدیریت و هدر رفتن پول مالیات دهندگان در تریلبلیزر شکایت کردند. در سال ۲۰۰۷ (میلادی) پس از آنکه نیویورک تایمز، یک برنامه دیگر را فاش کرد بر پایه حکم جرج دابلیو بوش برای سخت‌گیری به افشاگران و درز اطلاعات، اداره تحقیقات فدرال (اف‌بی‌آی) به خانه این افراد حمله کرد (ببینید: جنجال برنامه نظارت بدون حکم دادگاه آژانس امنیت ملی (۲۰۰۷-۲۰۰۱)). بر پایه حکم باراک اوباما برای سخت‌گیری به افشاگران و درز اطلاعات، در سال ۲۰۱۰ (میلادی) توماس دریک که به بازرس ارشد وزارت دفاع کمک کرده بود به جاسوسی متهم شد. اتهام‌های اصلی بعدها کنار گذاشته شدند و او درخواست به سرپیچی از قانون کرد.
نتیجه شکایت بازرس ارشد وزارت دفاع، یک گزارش بازرسی بود که بر پایه لایحه آزادی اطلاعات (۱۹۶۶) در سال ۲۰۱۱ (میلادی) به صورت عمومی، منتشر شد. با اینکه خیلی از بخش‌های آن حذف شده بودند. در گزارش، خیلی از تریلبلیزر انتقاد شده بود و از تین‌ترد انتقادات نسبتاً کمی شده بود. خدمات و پشتیبانی کیفیت پایین در تیم تین‌ترد، کمبود سندپردازی، کمبود سامانه مدیریت پیکربندی، و کمبود سامانه ردیابی اشکال، نمونه‌های آن بودند. اما یافته‌ها نشانه‌ای از عدم موفقیت تین‌ترد نشان نمی‌دادند. پیشنهادهایی برای بهبود کارکرد تین‌ترد، پس از آغاز به کار آن شده بود.

## جزئیات فنی
تین‌ترد از یک روش رمزنگاری اطلاعات شخصی حساس در تلاش برای سازگاری با نگرانی‌های قانونی استفاده می‌کرد و به صورت خودکار، تهدیدهای احتمالی را شناسایی می‌کرد. منابع داده این برنامه شامل "داده ایمیل و تماس تلفنی" می‌شد اما گستره این اطلاعات، مشخص نبود. تنها هنگامیکه تهدیدی آشکار می‌شد داده برای ماموران واکاوی، رمزگشایی می‌شد.
تین‌ترد چهار ابزار نظارتی را در خود داشت:
- از روش‌های بسیار خوبی برای مرتب‌سازی داده انبوه ایمیل و تماس تلفنی برای شناسایی تماس‌های مشکوک استفاده می‌کرد.
- شماره تلفن‌ها و دیگر داده ارتباطی آمریکایی را شناسی و رمزنگاری می‌کرد تا از حفاظت از حریم شخصی تماس گیرنده، مطمئن شود.
- از یک سامانه بازرسی خودکار استفاده می‌کرد تا بر شیوه استفاده واکاو از اطلاعات، نظارت کند تا از سوء استفاده، پیشگیری کرده و کارایی سامانه را بالا ببرد.
- از داده واکاوی شده برای شناسایی رابطه بین تماس‌گیرنده و تاریخچه تماس‌های تلفنی او استفاده می‌کرد و تنها هنگامیکه مدرکی بر احتمال تهدید وجود داشت واکاو می‌توانست درخواست رمزگشایی داده را بدهد. این بخش، مین‌وی نام دارد و بر پایه خبرنگار برنده جایزه پولیتزر جیمز رایزن: "مین‌وی قلب برنامه جاسوسی آژانس امنیت ملی از مردم آمریکا شد."[۱۲]

متخصصان اطلاعاتی می‌گویند که تین‌ترد در ۱۹۹۸ (میلادی) با همه قدرت، آزمایش شد و در همه بخش‌ها با نمره بالا موفق شد. برای نمونه، در توانایی مرتب‌سازی داده انبوه برای پیدا کردن تهدیدات از درون ارتباطات از سامانه فعال جاسوسی آن زمان، پیش افتاد. همچنین برای اطمینان از حفظ حریم شخصی می‌توانست به سرعت، داده ارتباطی آمریکایی‌ها را جدا و رمزنگاری کند.
گزارش پنتاگون نتیجه‌گیری کرد که توانایی تین‌ترد در مرتب‌سازی داده در سال ۲۰۰۱ بسیار فراتر از برنامه دیگر آژانس امنیت ملی بود که در سال ۲۰۰۴ (میلادی) آغاز به کار کرد و کار آن باید ادامه پیدا کرده و بهبود می‌یافت. تین‌ترد برای مقابه با دو چالش اساسی ساخته شده بود: ۱) اطلاعات آژانس امنیت ملی، بیش از آن بود که بتواند پردازش کند و ۲) به طور فزاینده‌ای اهداف آن در ارتباط با مردم آمریکا بودند که آژانس امنیت ملی از نظارت بر آنها ممنوع بود.
از همان آغاز که مایکل هیدن رئیس آژانس امنیت ملی شد در داخل آمریکا از تریلبلیزر، پشتیبانی سیاسی بیشتری می‌شد.
سامانه مرتب‌سازی داده در حال کار آژانس امنیت ملی، یک پایگاه داده شاخته شده با اطلاعات خراب و بی‌استفاده است. این گردآوری گسترده داده نسبتاً مرتب‌نشده، با نقص‌های سامانه‌ای بسیاری که مردم را به اشتباه به عنوان مورد مشکوک علامت‌گذاری می‌کند ترکیب شده و نتایج نادرستی به بار می‌آورد که منابع واکاوی را به هدر می‌دهد. این کار باعث ناسازگاری‌های بسیاری در برنامه‌های آژانس امنیت ملی می‌شود.
آژانس امنیت ملی، ادعای نظارت و نگهداری تاریخچه تماس‌های تلفنی و الکترونیک برای سوء استفاده را رد کرد. تین‌ترد نه تنها استفاده از پایگاه داده را ردیابی می‌کرد بلکه به دنبال موثرترین فناوری‌های واکاوی بود و برخی واکاوها فکر می‌کردند که از آن برای ارزیابی عملکرد آنها استفاده می‌شود. در داخل آژانس امنیت ملی، بزرگ‌ترین پشتیبان تین‌ترد ریچار تیلور بود که از آژانس امنیت ملی، بازنشسته شده است.
یک مقام اطلاعاتی به بالتیمور سان گفت که: "تین‌ترد با دقت بر پایه موارد قانونی، ساخته شده بود بنابراین حتی در مواقع غیر جنگی نیز کارکرد قانونی داشت." هرچند مایکل هیدن در نوشته‌های خود در سال ۲۰۰۰ ادعا کرد که با وجود رمزنگاری داده شهروندان آمریکایی، آژانس امنیت ملی و وزارت دادگستری ایالات متحده آمریکا اجازه کار تین‌ترد را ندادند زیرا آنرا غیر قانونی می‌دانستند: "پاسخ وزارت دادگستری، واضح بود: نمی‌توانید چنین کاری بکنید."

## پایان پروژه
با وجود درنظرگیری المان‌های حریم شخصی و آزمایش موفق، با پیگیری‌های مایکل هیدن، تین‌ترید از کار افتاد. هیدن اعتراف کرد که فناوری واکاوی تین‌ترید، پایه اساسی روش‌های واکاوی امروزی آژانس امنیت ملی است. او در یک مصاحبه گفت: "ما به این نتیجه رسیدیم که [تین‌ترد] اساساً خیلی خوب بود و باور کنید ما همه عناصر آنرا گرفتیم تا بهترین راه حل همه مشکلات خود را بیابیم. مشکل این بود که تین‌ترد نمی‌توانست از پس حجم ارتباطات دوران تازه بربیاید."
برخی مقامات ناشناس آژانس امنیت ملی به مارک هوزنبال از نیوزویک گفتند که تین‌ترید مانند تریلبلیزر "یک شکست بی‌فایده" بود. اگرچه همانطور که گفته شد جزئیات تین‌ترد پس از حملات ۱۱ سپتامبر در مین‌وی بکار گرفته شد. آژانس امنیت ملی حتی تلاش کرده بود که تین ترید را پیش از حملات ۱۱ بکار بیندازد. هیدن در نوشته‌های خود در سال ۲۰۰۰ اعتراف کرد که به خاطر ترس از حملاتی مانند توطئه‌های حمله هزاره سال ۲۰۰۰ دستور آغاز به کار تین‌ترد را داده است: "بگذارید واضح بگویم: این من بودم که پیش از حملات ۱۱ سپتامبر، دستور استفاده محدود از تین‌ترد را دادم." تنها دلیلی که از تین‌ترد استفاده نشد این بود که به نظر می‌رسید استفاده از آن بر پایه قانونی اساسی آمریکا در آن هنگام، احتمالاً غیر قانونی باشد.